# Biosteres kayapinarensis
Biosteres kayapinarensis är en stekelart som beskrevs av Fischer och Ahmet Beyarslan 2005. Biosteres kayapinarensis ingår i släktet Biosteres och familjen bracksteklar. Inga underarter finns listade.